# Bema (Lombardie)
Bema je obec v provincii Sondrio v italském regionu Lombardie, která se nachází asi 80 kilometrů severovýchodně od Milána a asi 25 kilometrů západně od Sondria.
Bema sousedí s následujícími obcemi: Albaredo per San Marco, Averara, Cosio Valtellino, Gerola Alta, Morbegno, Pedesina a Rasura.